# Luigi Torelli

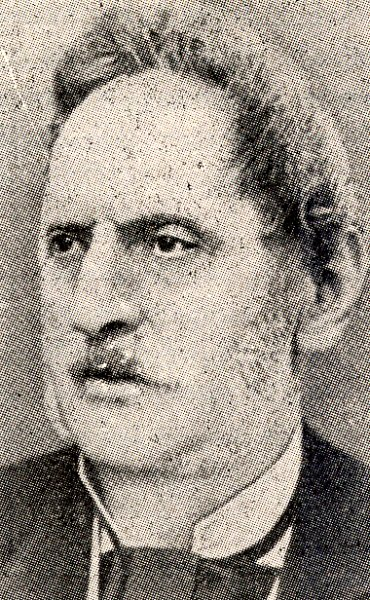
Foto de Luigi Torelli.

Luigi Torelli (9 de fevereiro de 1810 - 14 de novembro de 1887) nasceu em Villa di Tirano, na Valtellina da Lombardia, na época parte do Reino Napoleónico da Itália.
Sendo um patriota, ele participou nos Cinco Dias de Milão, principalmente por expulsar o tirolês Kaiserjäger da Piazza del Duomo e, juntamente com o também patriota Scipione Bagaggia, por elevar a tricolor no topo da Catedral.
Torelli foi membro de diversas instituições científicas e económicas. Em 1860 foi nomeado senador e em 1864 tornou-se Ministro da Agricultura, Indústria e Comércio do Reino da Itália.